# Авария Ил-76 под Иркутском
Авария Ил-76 под Иркутском — авиационная авария, произошедшая в понедельник 26 июля 1999 года, когда грузовой самолёт Ил-76ТД авиакомпании Эльф-эйр, выполняя взлёт с иркутского аэропорта в сторону Байкала, не смог набрать высоту, врезался в служебные постройки аэропорта, проехал несколько сот метров и загорелся. Благодаря оперативным действиям спасательных служб аэропорта Иркутск членов экипажа удалось извлечь из горящей кабины до распространения пожара в передней части самолёта. Авария произошла рядом с историко-мемориальным кладбищем жертв массовых политических репрессий.

Самолёт выполнял чартерный рейс Москва—Иркутск—Тяньцзинь—Иркутск—Пермь—Москва и перевозил 30 тонн товаров из КНР.

## Хроника происшествия[2][3]
В 13:46 (UTC+8) Ил-76ТД произвёл взлёт с ВПП иркутского аэропорта. В результате перегруза 170-тонная машина после отрыва от земли не смогла набрать высоту и снесла радиомаяк, прожекторы и будку метеорологической службы аэропорта, после чего фюзеляж протащило по земле около 500 метров и развернуло под углом 90 градусов к направлению взлёта.
После остановки самолёта возник сильный пожар и двое членов экипажа — авиатехник и штурман оказались блокированными в деформированной кабине. В 13:51 к месту происшествия прибыли три пожарные машины аэропорта.
Операция по спасению двух членов экипажа продолжалась 40 минут. Наибольшие трудности были связаны с высвобождением авиатехника. Циркулярной пилой распилили борт, тросами с крючьями растянули кабину, гидравлическими ножницами разжали сплющенный металл и освободили зажатую ногу. Авиатехник получил самые тяжёлые травмы, но врачи посчитали его жизнь вне опасности. Все остальные 5 членов экипажа спаслись самостоятельно и получили лёгкие ушибы.

## Причины и последствия аварии
Расследованием аварии занималась специальная комиссия МАК. Наиболее вероятной версией специалисты комиссии называют перегрузку самолёта, однако полностью это доказать не удалось, так как значительная часть груза сгорела, а остальное намокло при тушении пожара. Также одна из возможных версий аварии — плохой разгон. По утверждению разработчиков самолёта груз в 30 тонн не является предельным, и Ил-76 может принять на борт и 40 тонн груза. Предполагается, что совокупность всех факторов и привела к аварии.

После аварии областная комиссия по чрезвычайным ситуациям запретила взлётно-посадочные операции Ил-76 в сторону города. Этот запрет действовал до мая 2001 года.